# Saison 2010-2011 du Chelsea FC
Maillots
Chronologie
Saison précédente Saison suivante
La saison 2010-2011 du Chelsea FC est la 22e saison consécutive du club dans l'élite. Chelsea joue aussi en Ligue des champions, tout en participant aux traditionnelles coupes anglaises : la FA Cup et la Carling Cup. Du fait de leur victoire en championnat et de la victoire en FA Cup de Manchester United la saison précédente, la finale de la Community Shield  sera la même pour la deuxième année consécutive.

## Transferts

### Mercato d'été
| Type      | Date           | Prix    | Joueur             | Ancien/Nouveau club      |
| Transfert | 2 juillet 2010 | 5.5M£   | Yossi Benayoun     | Liverpool FC (D1)        |
| Transfert | 7 juillet 2010 | 5.2M£   | Tomáš Kalas        | Sigma Olomouc (D1)       |
| Transfert | 13 août 2010   | 18.2M£  | Ramires            | Benfica Lisbonne (D1)    |
| Transfert | 20 août 2010   | 2.7M£   | Matej Delač        | Inter Zaprešić (D1)      |
| Transfert | 10 juin 2010   | 4.95M£  | Miroslav Stoch     | Fenerbahçe SK (D1)       |
| Transfert | 30 juin 2010   | Gratuit | Joe Cole           | Liverpool FC (D1)        |
| Transfert | 30 juin 2010   | Gratuit | Michael Ballack    | Bayer Leverkusen (D1)    |
| Transfert | 30 juin 2010   | Gratuit | Juliano Belletti   | Fluminense (D1)          |
| Transfert | 30 juin 2010   | Gratuit | Nana Ofori-Twumasi | Peterborough United (D3) |
| Transfert | 30 juin 2010   | Gratuit | Niclas Heimann     | Red Bull Salzbourg (D1)  |
| Prêt      | 7 juillet 2010 | -       | Rhys Taylor        | Crewe Alexandra (D4)     |
| Prêt      | 7 juillet 2010 | -       | Tomáš Kalas        | Sigma Olomouc (D1)       |
| Prêt      | 2 août 2010    | -       | Ryan Bertrand      | Nottingham Forest (D2)   |
| Transfert | 7 août 2010    | -       | Deco               | Fluminense (D1)          |
| Transfert | 9 août 2010    | 0.5M£   | Scott Sinclair     | Swansea City (D2)        |
| Transfert | 10 août 2010   | 6.7M£   | Ricardo Carvalho   | Real Madrid CF (D1)      |
| Retraite  | 12 août 2010   | -       | Sam Hutchinson     | -                        |

## Matchs

### Pré-saison
| 1er match                    | Crystal Palace (D4) | 0 - 1 | Chelsea FC | Selhurst Park, Londres                           |                                                  |
| Samedi 17 juillet 2010 15:00 |                     |       | 58e Essien | Spectateurs : 21 345 Arbitrage : Iain Williamson | Spectateurs : 21 345 Arbitrage : Iain Williamson |
| Samedi 17 juillet 2010 15:00 | Rapport             |       |            | Spectateurs : 21 345 Arbitrage : Iain Williamson | Spectateurs : 21 345 Arbitrage : Iain Williamson |

| 2e match                       | Ajax Amsterdam (D1)                       | 3 - 1 | Chelsea FC    | Amsterdam ArenA, Amsterdam |                         |
| Vendredi 23 juillet 2010 17:00 | Bruma 6e (csc) · S. De Jong 26e · Suk 89e |       | 24e Sturridge | Arbitrage : Bas Nijhuis    | Arbitrage : Bas Nijhuis |
| Vendredi 23 juillet 2010 17:00 | Rapport                                   |       |               | Arbitrage : Bas Nijhuis    | Arbitrage : Bas Nijhuis |

| 3e match                     | Eintracht Francfort (D1) | 2 - 1 | Chelsea FC                        | Commerzbank-Arena, Francfort-sur-le-Main |  |
| Dimanche 1er août 2010 15:00 | Ochs 24e · Alıntop 82e   |       | 36e Florent Malouda · 63e Lampard |                                          |  |
| Dimanche 1er août 2010 15:00 | Rapport                  |       |                                   |                                          |  |

| 4e match                   | Hambourg SV (D1)     | 2 - 1 | Chelsea FC              | Imtech Arena, Hambourg |  |
| Mercredi 4 août 2010 20:00 | Petric 71e · Son 86e |       | 23e Lampard · 36e Terry |                        |  |
| Mercredi 4 août 2010 20:00 | Rapport              |       |                         |                        |  |

### FA Community Shield
| Finale                     | Chelsea FC | 1 - 3 | Manchester United                            | Wembley Stadium, Londres                  |                                           |
| Dimanche 8 août 2010 15:00 | Kalou 83e  |       | 41e Valencia · 76e Chicharito · 90e Berbatov | Spectateurs : 84 236 Arbitrage : Marriner | Spectateurs : 84 236 Arbitrage : Marriner |

### Barclay's Premier League(à jour au 03/05)

#### Classement du club
| Rang | Équipe                | Pts | J  | G  | N  | P  | Bp | Bc | Diff |
| ---- | --------------------- | --- | -- | -- | -- | -- | -- | -- | ---- |
| 1    | Manchester United (V) | 73  | 35 | 21 | 10 | 4  | 71 | 33 | +38  |
| 2    | Chelsea (T)           | 70  | 35 | 21 | 7  | 7  | 66 | 28 | +38  |
| 3    | Arsenal               | 67  | 35 | 19 | 10 | 6  | 68 | 36 | +32  |
| 4    | Manchester City       | 62  | 34 | 18 | 8  | 8  | 53 | 31 | +22  |
| 5    | Liverpool             | 55  | 35 | 16 | 7  | 12 | 54 | 39 | +15  |
| 6    | Tottenham Hotspur     | 55  | 34 | 14 | 13 | 7  | 50 | 43 | +7   |

| Légende : Qualifications et relégations | Légende : Qualifications et relégations |
| --------------------------------------- | --- |
|                                         | Ligue des champions 2011-2012, phase de groupes |
|                                         | Ligue des champions 2011-2012, tour de barrages |
|                                         | Ligue Europa 2011-2012, tour de barrages |
|                                         | Ligue Europa 2011-2012, troisième tour de qualification |
|                                         | P : Promu 2010 T : Tenant du titre 2010 V : Vice-champion 2010 CF : Vainqueur de la Coupe d'Angleterre de football 2010-2011 CL : Vainqueur de la Coupe de la Ligue anglaise de football 2010-2011 |

#### Classement des buteurs
Florent Malouda : 13 buts (# 6)
Didier Drogba : 12 buts (# 8)
Salomon Kalou: 10 buts (# 15)
Frank Lampard : 9 buts (# 21)
Nicolas Anelka : 6 buts
Michael Essien, John Terry et Branislav Ivanović : 3 buts
Ramires et David Luiz : 2 buts
Yossi Benayoun, Alex Costa et Fernando Torres : 1 but

#### Classement des passeurs
Didier Drogba : 15 passes (# 2)
Nicolas Anelka et Fernando Torres : 6 passes
Salomon Kalou et Florent Malouda : 5 passes
Ashley Cole et Branislav Ivanović : 4 passes
Michael Essien et Frank Lampard 3 passes
Paulo Ferreira, John Obi Mikel, John Terry et Yuri Zhirkov : 2 passes
et Petr Čech : 1 passe

#### Séries en cours et statistiques
Meilleure défense de Premier League (28 buts encaissés).
Meilleur résultat de Chelsea en Premier League : Chelsea 6 - 0 West Bromwich Albion (J 1) et Wigan Athletic 0 - 6 Chelsea (J 2)
Plus mauvais résultat de Chelsea en Premier League : Chelsea 0 - 3 Sunderland (J 13)

### FA Cup

#### Buteurs
Frank Lampard : 3 buts
Daniel Sturridge et Salomon Kalou : 2 buts
Nicolas Anelka et C.S.C : 1 but

### Carling Cup

#### Buteurs
Nicolas Anelka : 2 buts
Patrick van Aanholt : 1 but

#### Passeurs
Patrick van Aanholt et Gaël Kakuta : 1 passe

### Ligue des champions(à jour au 24/02)

#### Classement classement du groupe F
| Rang | Équipe                 | Pts | J | G | N | P | Bp | Bc | Diff |  | Résultats (▼ dom., ► ext.) |     |     |     |     |
| ---- | ---------------------- | --- | - | - | - | - | -- | -- | ---- |  | -------------------------- | --- | --- | --- | --- |
| 1    | Chelsea                | 15  | 6 | 5 | 0 | 1 | 14 | 4  | +10  |  | Chelsea                    |     | 2-0 | 4-1 | 2-1 |
| 2    | Olympique de Marseille | 12  | 6 | 4 | 0 | 2 | 12 | 3  | +9   |  | Olympique de Marseille     | 1-0 |     | 0-1 | 1-0 |
| 3    | Spartak Moscou         | 9   | 6 | 3 | 0 | 3 | 7  | 10 | -3   |  | Spartak Moscou             | 0-2 | 0-3 |     | 3-0 |
| 4    | MŠK Žilina             | 0   | 6 | 0 | 0 | 6 | 3  | 19 | -16  |  | MŠK Žilina                 | 1-4 | 0-7 | 1-2 |     |

#### Buteurs
Nicolas Anelka : 9 buts (# 1)
Daniel Sturridge et Branislav Ivanović : 2 buts (# 21)
Didier Drogba, Michael Essien, Florent Malouda, John Terry, Yuri Zhirkov : 1 but (# 48)

#### Passeurs
Didier Drogba et Salomon Kalou : 2 passes 
Yossi Benayoun, Gaël Kakuta, Michael Essien, Yuri Zhirkov, Florent Malouda et Nicolas Anelka : 1 passe

## Statistiques de la saison (toutes compétitions, à jour au 09/03)
Chelsea a disputé 39 matchs cette saison pour un bilan de 22 victoires, 7 nuls et 10 défaites :
- 28 matchs de Premier League : 15 victoires, 6 nuls, 7 défaites ;
- 7  matchs de Ligue des champions : 6 victoires, 1 défaite ;
- 3 match en FA Cup : 1 victoire, 1 nul et 1 défaite ;
- 1 match en Coupe de la ligue : 1 défaite.

Chelsea a marqué 79 buts cette saison :
- 51 buts en Premier League ;
- 16 buts en Ligue des champions ;
- 9 buts en FA Cup ;
- 3 buts en Coupe de la Ligue.

Chelsea a encaissé 33 buts cette saison :
- 24 buts en Premier League ;
- 3 buts en Ligue des champions ;
- 2 but en FA Cup ;
- 4 buts en Coupe de la Ligue.

### Buteurs
Nicolas Anelka : 16 buts
Didier Drogba : 11 buts
Florent Malouda : 10 buts
Salomon Kalou et Frank Lampard: 9 buts
Branislav Ivanović : 5 buts
Daniel Sturridge, John Terry  et Michael Essien: 4 buts
Ramires et David Luiz : 2 buts
Yossi Benayoun, Patrick van Aanholt, Alex Costa, Yuri Zhirkov et C.S.C adverse : 1 but